# ミッキー・エッコ
ミッキー・エッコ(Mikky Ekko) はアメリカ合衆国のシンガーソングライター、レコード・プロデューサー。出生名はジョン・スティーヴン・サダス(John Stephen Sudduth)。ルイジアナ州出身。RCAレコードと契約している。2013年のリアーナのシングル「ステイ」で知られる。この曲は世界中でヒットし、エッコの初めてチャートインした曲である。

## 生い立ち
ルイジアナ州で牧師である父ジョン・サダスと母カレン・サダスのもとに生まれ、弟カーク、妹ジョアンナがいる。子供の頃は家族と共にディープサウスを引っ越してまわっていた。ミシシッピ州トゥペロに短期間居住していた際、ゴスペルに夢中になり、テネシー州ナッシュビルに転居すると数々のバンドで演奏をするようになった。他のアーティストのための作曲家として活動を始めたが、自分自身が歌手になりたいことに気が付いた。2009年2月15日、ティム・ロウアーのプロデュースにより、彼が自身で初めて作曲した曲を含む、多くがア・カペラのEP『Strange Fruit 』を発表した。彼は居住するナッシュビルについて「とても愛情あふれ、居心地の良いこの街に住むことができて幸せだ」と語った。2009年9月より、ナッシュビルを基盤に活動するグループTen Out of Tenn と共にツアー公演を行なった。

## 経歴

### 2008年～2012年: 初期
2008年、ア・カペラ版「Sedated 」をレコーディングするためプロデューサーのティム・ロウアーとエンジニアのダン・ハンセンと組んだ。これを機に2009年2月15日にEP『Strange Fruit 』が発表された。ロウアーとハンセンはエッコとのコラボレートを2010年の『Reds 』および『Blues 』まで続けた。彼らは音楽業界でエッコの知名度が上がるようキャラクターやサウンドの発展に尽力した。『Reds 』の収録曲「Who Are You, Really? 」がエイサップ・ロッキー、Lil B、The Weeknd を手掛けたヒップ・ホップのプロデューサーであるクラムズ・カジノの目に留まった。2012年7月17日、YouTubeでシングル「We Must Be Killers 」が発表され、10万回以上アクセスされた。この曲は超自然ドラマ『Teen Wolf 』第2シーズンで使用された。2012年8月6日、iTunesでも配信開始された。2枚目の公式シングル「Feels Like the End 」のミュージック・ビデオはニック・ルースとエッコによりプロデュースされ、2012年9月25日、YouTubeより、9月25日、デジタル配信された。2012年10月30日、エッコおよびクラムズ・カジノの作曲およびプロデュースによる3枚目のシングル「Pull Me Down 」がデジタル配信された。2012年11月16日、公式ビデオがYouTubeにより配信された。2012年12月7日、ライアン・ヘムスワースによるこの曲のリミックスがiTunesより配信された。

### 2012年～現在: ブレイクスルー
2012年11月、バルバドス出身の歌手リアーナの7枚目のアルバム『Unapologetic 』の収録曲で後に2013年にシングルとして発表される「ステイ」にフィーチャリング。。この曲は世界中でヒットし、彼にとってチャート・インした曲となった。全英シングルチャートに初めて登場し、第4位となり、Billboard Hot 100では第3位となった。オーストラリア、フランス、ドイツ、アイルランド、ニュージーランド、スイスなど19カ国で第5位以内にランクインした。2013年2月10日、第55回グラミー賞でリアーナと初めて公の場で演奏した。『ロサンゼルス・タイムズ』のMikael Wood はこの演奏を賞賛し、最も歴史に残る場面であったと記した。友人となったエッコとクラムズ・カジノは、Ariel Reichstadt 、グレッグ・カースティン、Elof Loelv 、ジャスティン・パーカーをフィーチャーし、「Pull Me Down 」を収録するデビュー・アルバムを作成。2013年2月6日、3枚目のシングル「Pull Me Down 」のミュージック・ビデオがVEVOより配信された。

## ディスコグラフィ

### コンパクト盤
| 題            | 概要 |
| ------------- | --- |
| Strange Fruit | - 発売日: 2009年2月15日 - レーベル: Catapult - フォーマット: デジタル・ダウンロード                                                    |
| Reds          | - 発売日: 2010年6月29日 - レーベル: Colour & Sound Collective - フォーマット: デジタル・ダウンロード                                   |
| Blues         | - 発売日: 2010年12月14日 (デジタル) 2011年1月7日 (CD) - レーベル: Colour & Sound Collective - フォーマット: デジタル・ダウンロード、CD |

### シングル
| 題                 | 年   | アルバム |
| ------------------ | ---- | -------- |
| We Must Be Killers | 2012 | 未発表   |
| Feels Like the End | 2012 | 未発表   |
| Pull Me Down       | 2012 | 未発表   |

#### フィーチャリング
| Paint It Red (トゥ・インチ・パンチ・フィーチャリング・ミッキー・エッコ) | 2012 | — | — | — | — | — | — | — | — | — | — |                                                        | シングル・リリース |
| ステイ (リアーナ・フィーチャリング・ミッキー・エッコ)                   | 2013 | 4 | 1 | 1 | 2 | 2 | 2 | 4 | 2 | 4 | 3 | - ARIA: 3× プラチナ - RIAA: プラチナ - RIANZ: プラチナ | Unapologetic       |
| Subtle (アクティヴ・チャイルド・フィーチャリング・ミッキー・エッコ)     | 2013 | — | — | — | — | — | — | — | — | — | — |                                                        | Rapor              |
| "—" チャート圏外またはその地域で発売されていないことを示す              |      |   |   |   |   |   |   |   |   |   |   |                                                        |                    |